# 남서파푸아주

남서파푸아주의 위치

남서파푸아주(인도네시아어: Provinsi Papua Barat Daya)는 인도네시아 서뉴기니(인도네시아의 영토에 속해 있는 뉴기니섬 서반부 지역)와 지방에 위치한 주 가운데 하나로, 주도는 소롱(Sorong)이다. 면적은 39,122.95km2, 인구는 617,697명(2023년 기준)이다.
2022년 12월 8일에 서파푸아주에서 분리되어 신설되었는데, 이름과는 달리 실제로는 도베라이반도(새머리 반도)라고 부르는 서뉴기니 지방의 북서쪽 끝에 위치한다. 남서파푸아주 최서단에는 산호초, 장수거북, 쥐가오리, 고래상어를 포함한 다양한 해양 생물을 자랑하는 보호 구역인 라자암팟 제도가 위치한다.

남서파푸아주의 기
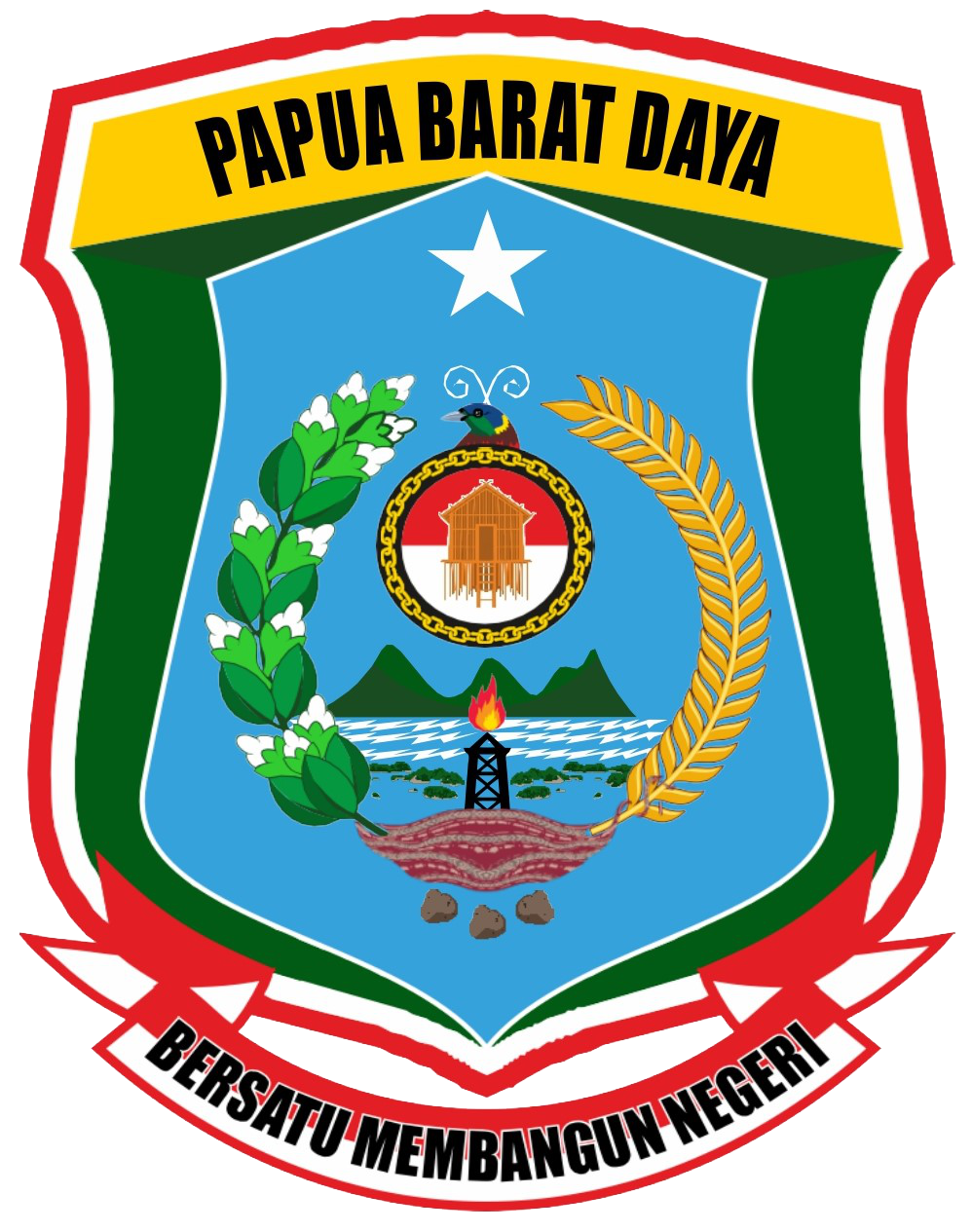
남서파푸아주의 문장

## 인구
| 연도 | 인구    | ±%     |
| --- | ------- | ------ |
| 1971 | 106,713 | —      |
| 1980 | 134,833 | +26.4% |
| 1990 | 199,085 | +47.7% |
| 2000 | 276,732 | +39.0% |
| 2010 | 380,876 | +37.6% |
| 2020 | 591,069 | +55.2% |
| 2023 | 617,697 | +4.5%  |
| Source: Statistics Indonesia 2024 and earlier. Southwest Papua was part of West Papua Province until 2022. |         |        |

## 같이 보기
- 파푸아주
- 중앙파푸아주
- 남파푸아주
- 서파푸아주
- 파푸아고원주